# Glossanodon danieli
Glossanodon danieli är en fiskart som beskrevs av Nikolai V. Parin och Shcherbachev 1982. Glossanodon danieli ingår i släktet Glossanodon och familjen guldlaxfiskar. Inga underarter finns listade i Catalogue of Life.